# 徐家汇
31°11′26″N 121°26′35″E / 31.190648°N 121.442978°E
徐家汇（通用吳語拼音：zikawe，发音：[ʑìkᴀ̋ɦuᴇ᷆]）是位於中國上海徐汇区的高知名度地区和商业中心。其是上海的四大副中心和十大商圈之一。其地区可以泛指北到广元路，东到宛平路、宛平南路，西到宜山北路，南到南丹路及斜土路的地段。地区内不但有大量经营奢侈品、中高档服饰、电脑电子设备等产品的商店，也有各种娱乐、餐饮行业商家。
如今的徐家汇商圈，不仅是一个高楼大厦鳞次栉比，人来人往川流不息的城市主要副中心，更是一个休闲娱乐，宗教活动，美食林立，白領办公和觀光旅游的主要地方。

## 历史

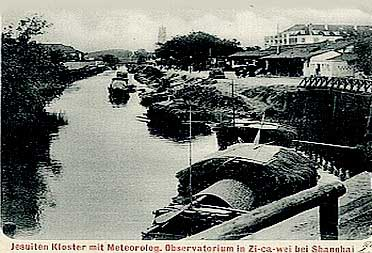
1920年代的徐家汇

徐家匯的形成可上溯至明代。晚明科学家徐光启曾在此建农庄别业，从事农业实验并著書立说，逝世後即安葬於此，其後裔在此繁衍生息，初名“徐家厍”，後渐成集镇。其地处蒲汇塘、肇嘉浜和李漎泾三水汇合处，又因徐氏家族汇居於此，便在清康熙年间得名徐家汇。徐家汇是上海天主教发源地。十九世纪中叶，南格禄等法国人来徐家汇开教，就用拉丁文字母「ZIKAWEI」表示徐家汇。

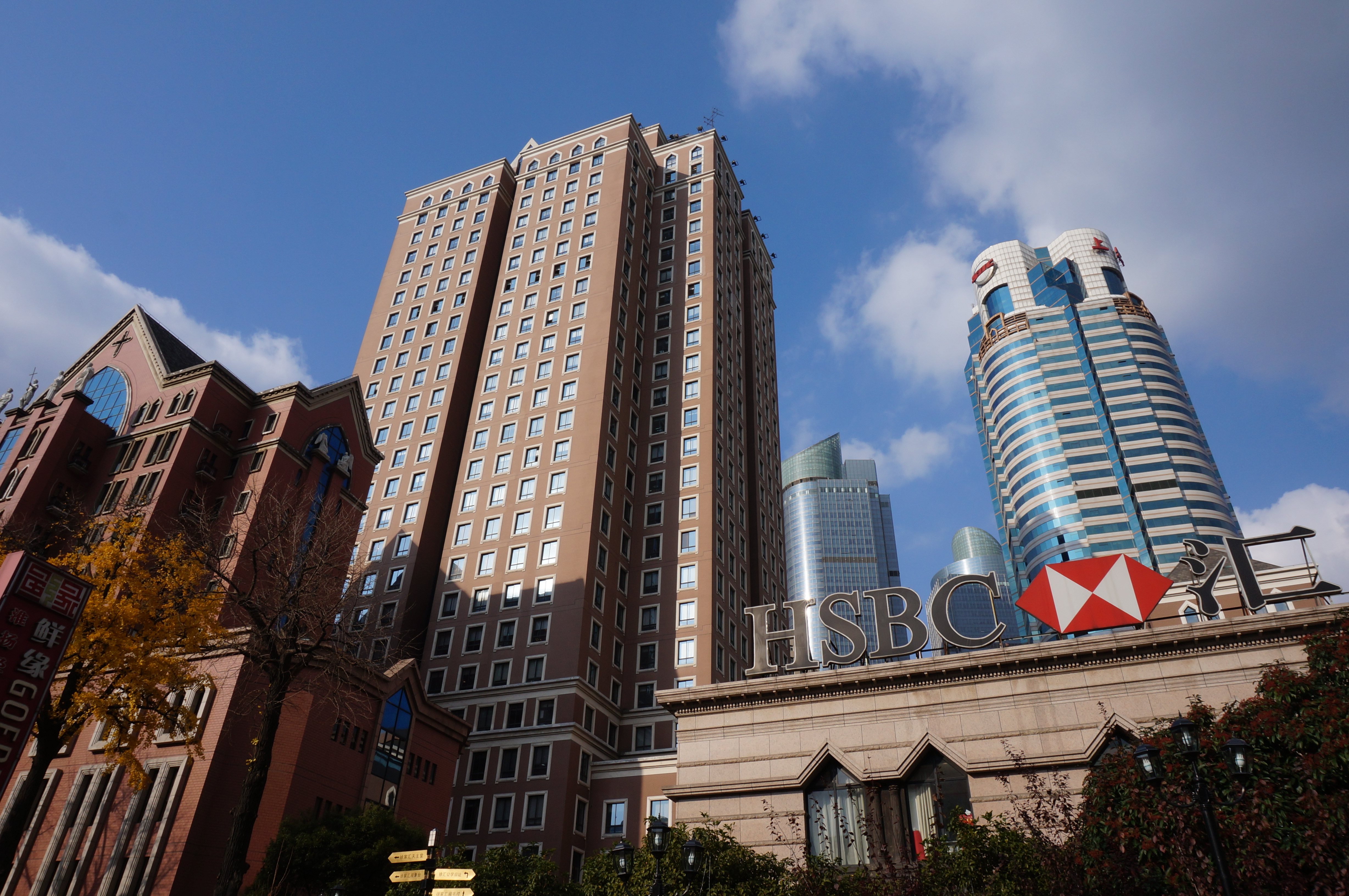
徐家汇的高楼群

1842年天主教耶稣会重新来华後，在1847年选中徐家汇建立江南传教区的总部，陆续建成包括大、小男修道院，2所女修道院（拯亡会和圣衣会），藏书楼，气象台，土山湾印书馆，男子中学，女子中学，育婴堂等等一系列机构，形成一大片教会区。以此为基地，将教务开展到江苏、安徽2省。1851年建立了一座公用的中型教堂圣依纳爵座堂，外形属于希腊风格，可能是中国第一所西式教堂。教堂以耶稣会的创始人依纳爵命名。现在看见的哥特式大教堂则建于1906年—1910年，当时被称为远东第一天主教堂，可以同时接纳2,500名信徒。教堂钟楼高50多米，在1920年代以前曾经是上海最高的建筑物。教会养大的大批孤儿，长大後许多定居在南侧的土山湾，因而徐家汇一带的人口繼續增加。
1896年，盛宣怀在徐家匯集镇的北侧，开办了著名的南洋公学，即后来的交通大学。法籍耶稣会士南格禄创办的徐汇公学，天主教徒马相伯创办的天主教震旦大学的初期校址，也都在徐家汇。
1860年代太平天国战争期间，英、法租两界分别修筑了通往徐家汇的越界筑路，后来命名为海格路和徐家汇路，即今天的华山路和肇嘉浜路。1908年，正在大教堂修筑期间，法国商人开通从上海法租界经过宝昌路（几年后改名霞飞路）和姚主教路（天平路）直抵徐家汇的有轨电车线路。1914年，上海法租界大扩展，西面的界限一直到徐家汇的东侧。教会区仍属于华界。新扩展的法新租界地区不久建成上海主要的高级住宅区，又新开辟了一条直通徐家汇的景色优美的林荫大道贝当路。两者之间形成重要的交通枢纽。店铺也逐渐增多，并慢慢发展成城市。之后于1921年，东方百代购下徐家汇路1434号地皮（现徐汇区衡山路811号，徐家汇公园内）设立唱片制造公司，建起上海第一座录音棚——现百代公司旧址。
1978年徐光启墓地重辟为南丹公园，并在1983年徐光启逝世350周年之际，改名为光启公园。改革开放后，徐家汇的高楼大厦开始增多，1991和1992年，汇联百货和东方商厦先后开业，是徐家汇商圈现在尚存的商场里较早开业的百货公司。原徐家汇天主堂前的西区长途汽车站也被拆除。1997年，美罗城在原先徐汇剧场的土地上建成营业。1999年，港汇广场建成启用。随着这些年的发展，徐家汇已经成为了上海一个重要的商业中心及文化重镇。

## 现状

### 商业

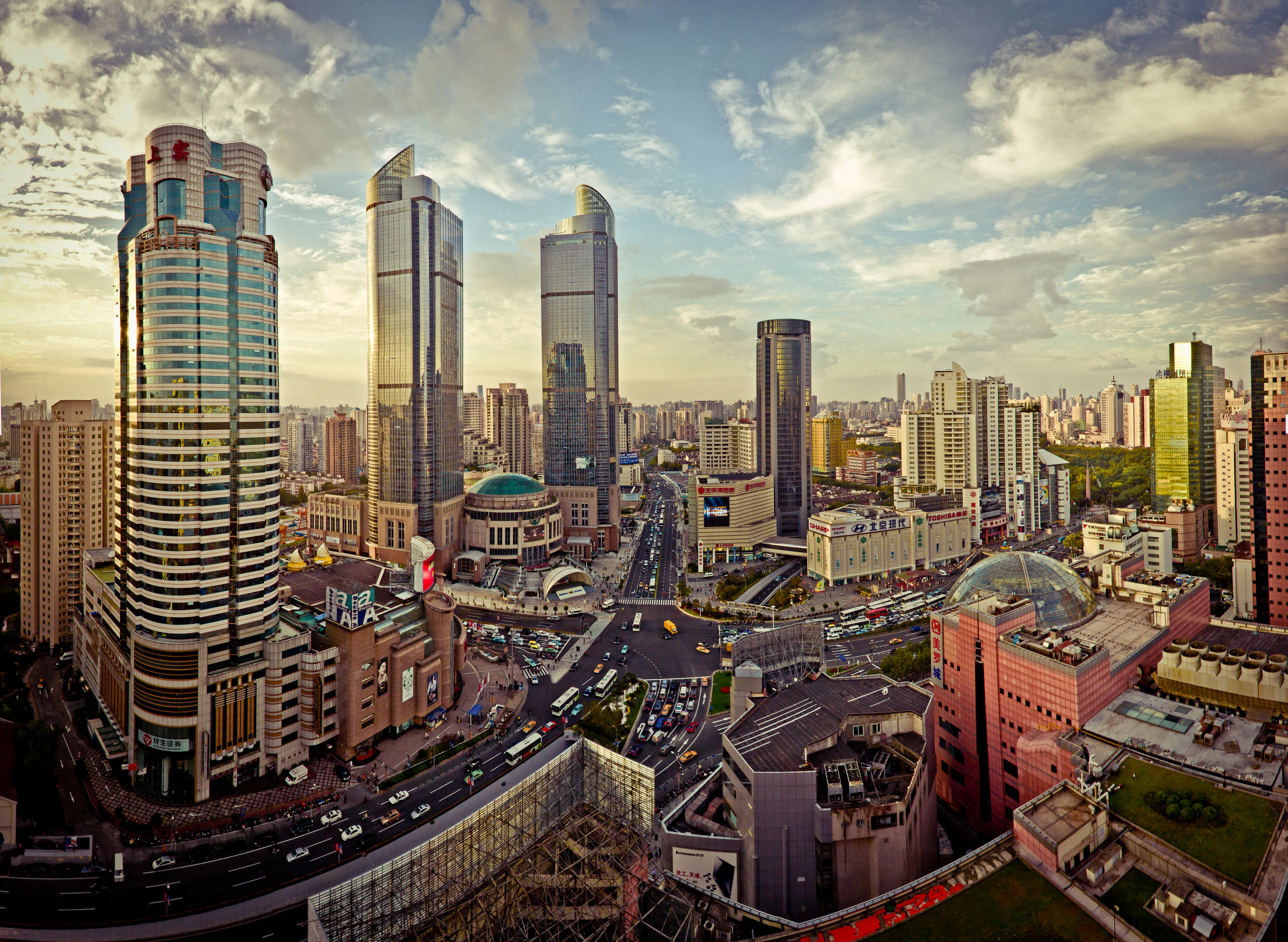
徐家汇商业区

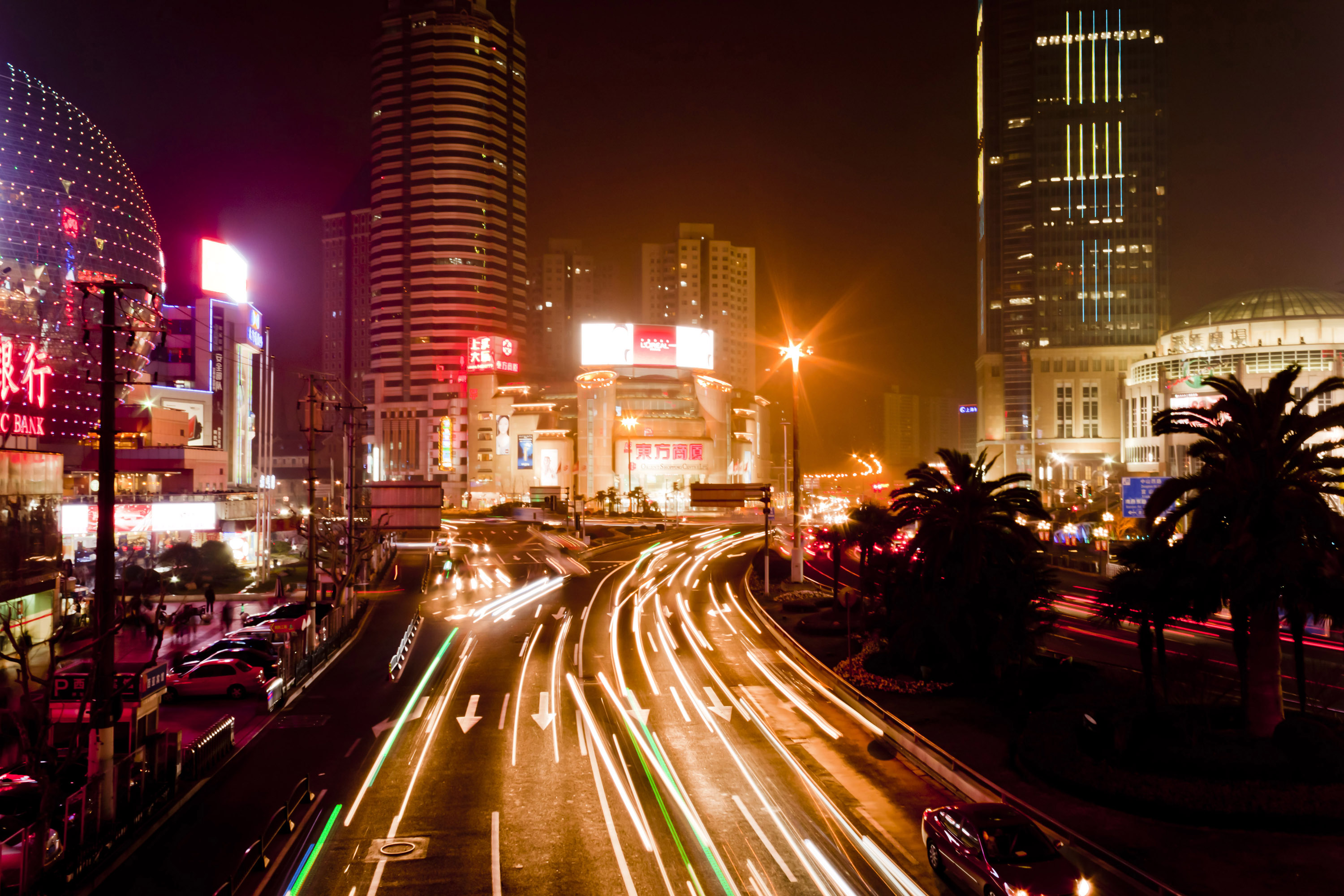
夜晚的徐家汇

徐家汇的商业主要以名牌服饰、奢侈品以及电脑、数码产品为主，整个商业区的格调趋向于高端化。徐家汇的主流消费人群是白领、年轻人、电子商品爱好者以及游客。在服饰、奢侈品方面，徐家汇拥有东方商厦、港汇广场、太平洋百货、汇金百货等高端品牌，而在一般的服饰方面则有汇联百货、市六百货等等。但在价位方面，徐家汇的服装价格普遍偏高，主要面向消费水平较高的消费者，同时吸引着来上海进行购物游的一些外地游客。
徐家汇另一大消费特色便是其极具人气的电子产品市场，这里坐落着太平洋数码广场、百脑汇、中国大陆第一家百思买以及众多的手机连锁市场，由于其距离上海交通大学徐家汇校区并不遥远，所以也吸引了许多客流。众多上海市民在购买手机、电脑、彩电等电子产品时经常会光顾徐家汇，同时，与徐家汇在服装产品方面较为高端的定位不同，徐家汇的电子市场一直以优惠的价格吸引着众多消费者。

### 娱乐
徐家汇的娱乐也是属于整个上海市较为高端的水准，在徐家汇的中心区域就坐落着三家电影院，包括两家五星级影院——永华电影城以及柯达电影世界和新中国成立后的第一家电影院——衡山电影院，其建立于1951年。同时还拥有几座大型的游艺场所、健身中心等。

### 公园
- 徐家汇公园
- 光启公园

徐家汇地区的主干道肇嘉浜路是通过填河而成的。为了改善徐家汇地区环境，徐汇区于2000年开始建设徐家汇公园，直至2003年竣工，其规模庞大，保留了橡胶厂烟囱、唱片厂办公楼，园中小桥流水。公园的设计布局按上海版图形状进行模仿，并有近200米长的天桥贯通。目前许多老建筑已经成为了高档消费场所，供顾客在其中品茶赏园。

## 旅游
徐家汇作为一个历史悠久的地区，旅游资源也逐步开始被开发。2012年，徐家汇的“徐家汇源”景区被批准为国家4A级旅游景区，成为上海首个开放型都市旅游景区。徐家汇源共有14个景点，包括如徐家汇藏书楼一类的历史建筑也包括如钱学森图书馆和董浩云航运博物馆一类的展览博物馆。景区采取“预约参观”模式，参观者可在景区游客中心免费领取“徐家汇源景区旅游联票”。2013年12月8日起，徐家汇观象台也开始开放参观。徐家汇源游客中心位于漕溪北路90号，景区由上海徐家汇源旅游发展有限公司负责管理。

## 著名建筑

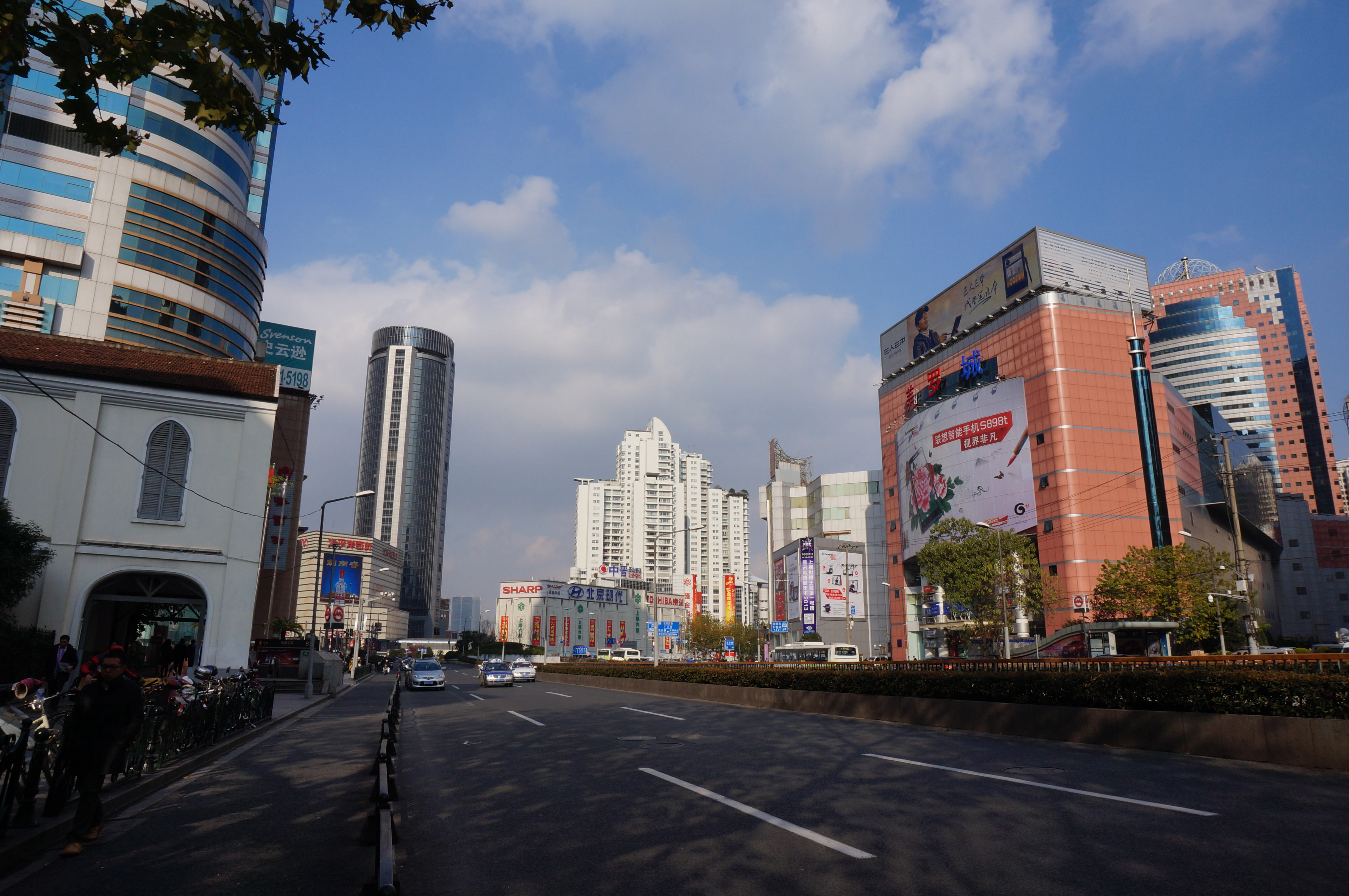
徐家汇日景

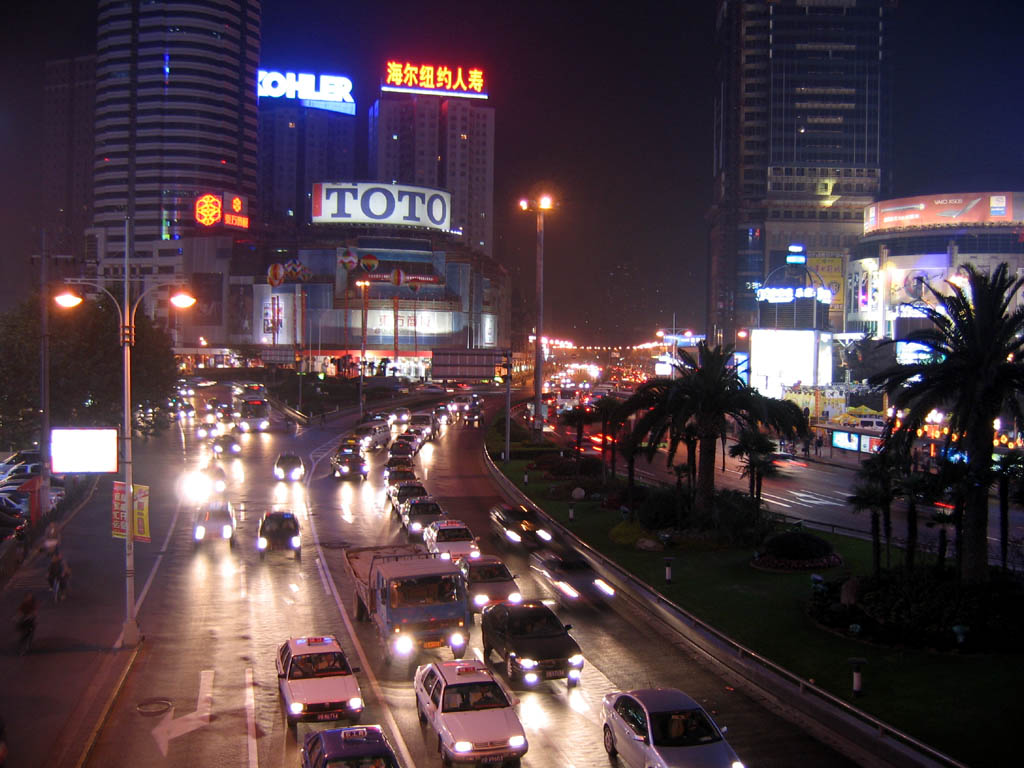
徐家汇夜景

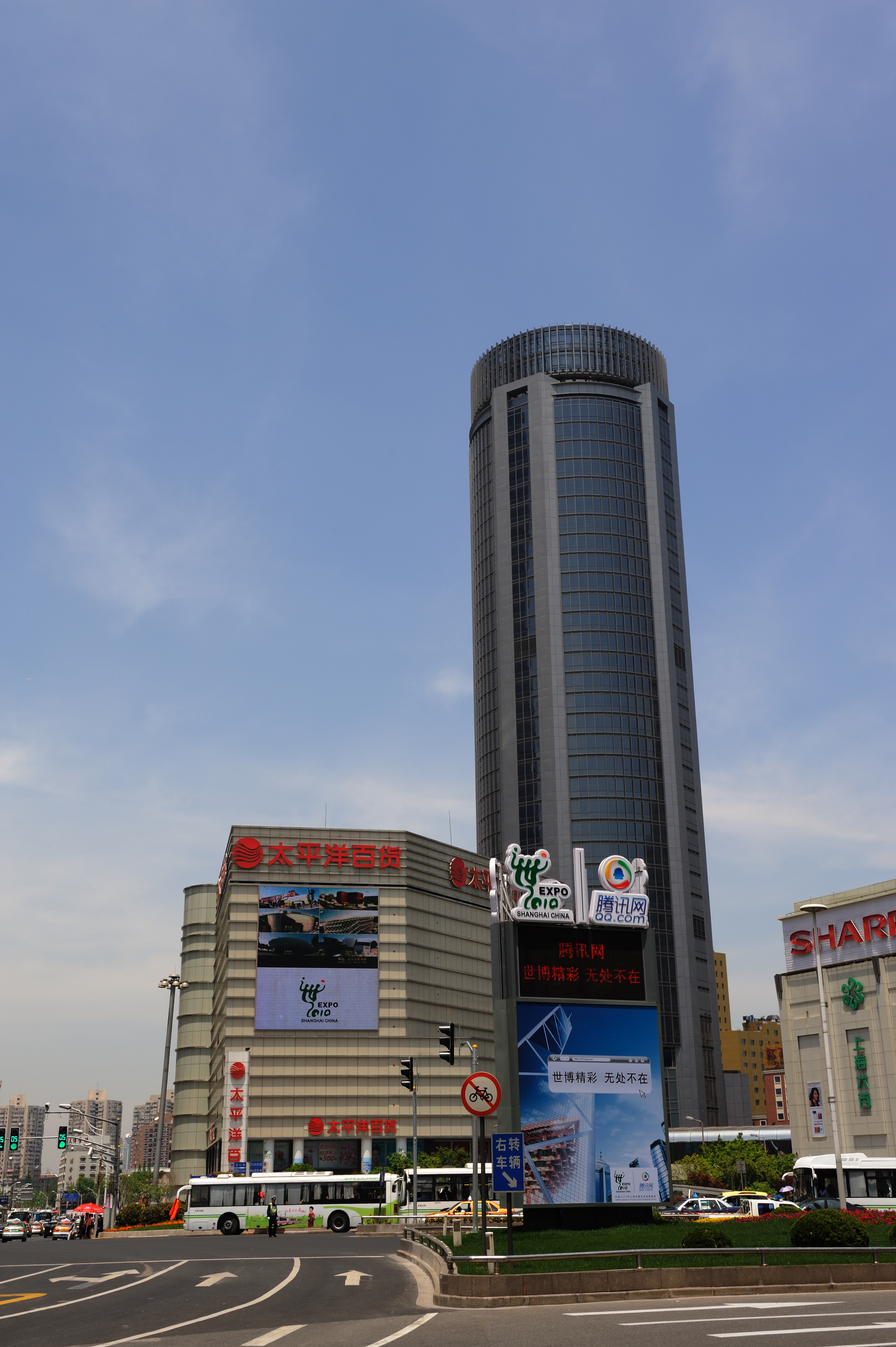
太平洋百货

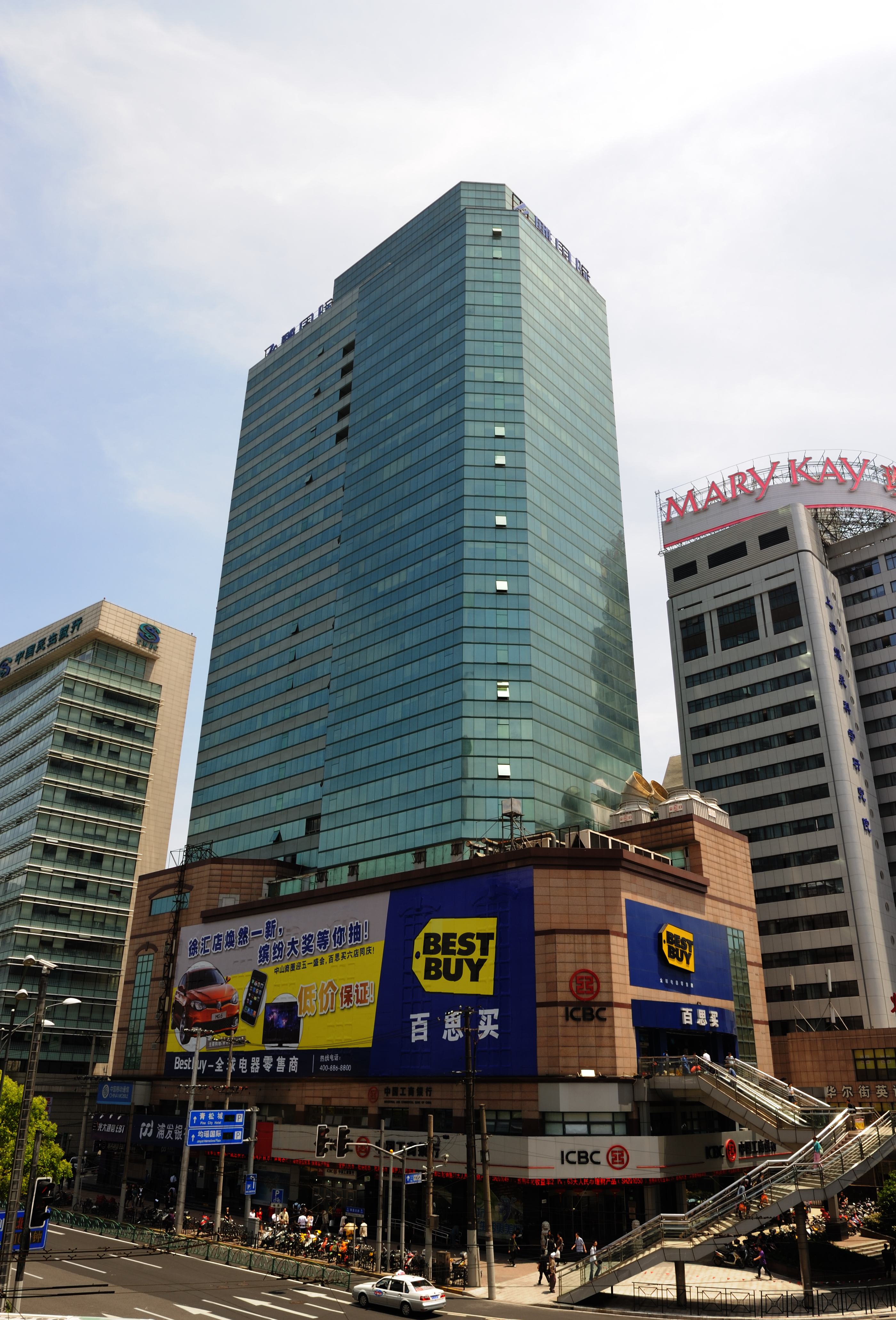
百思买

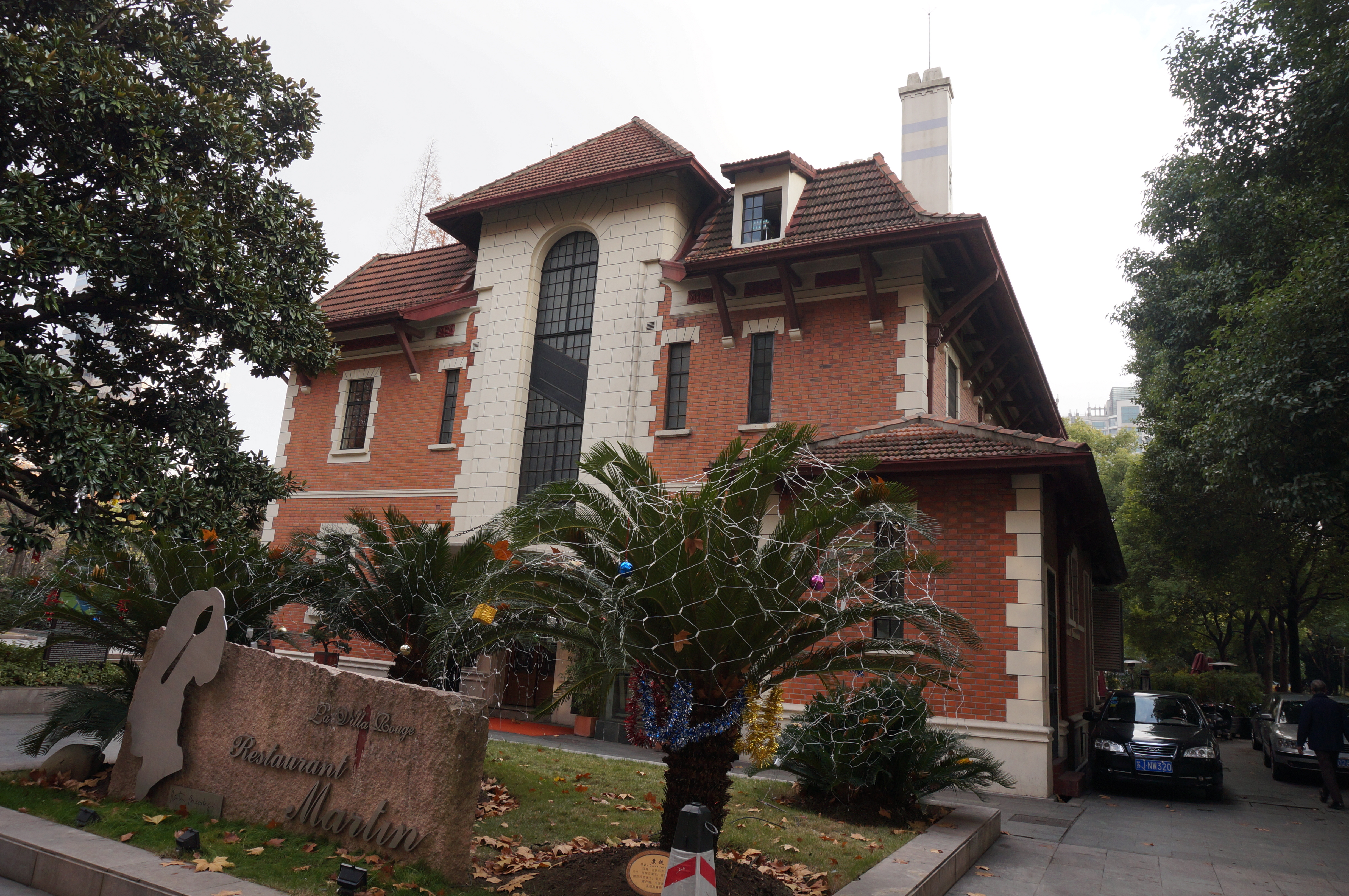
百代公司旧址
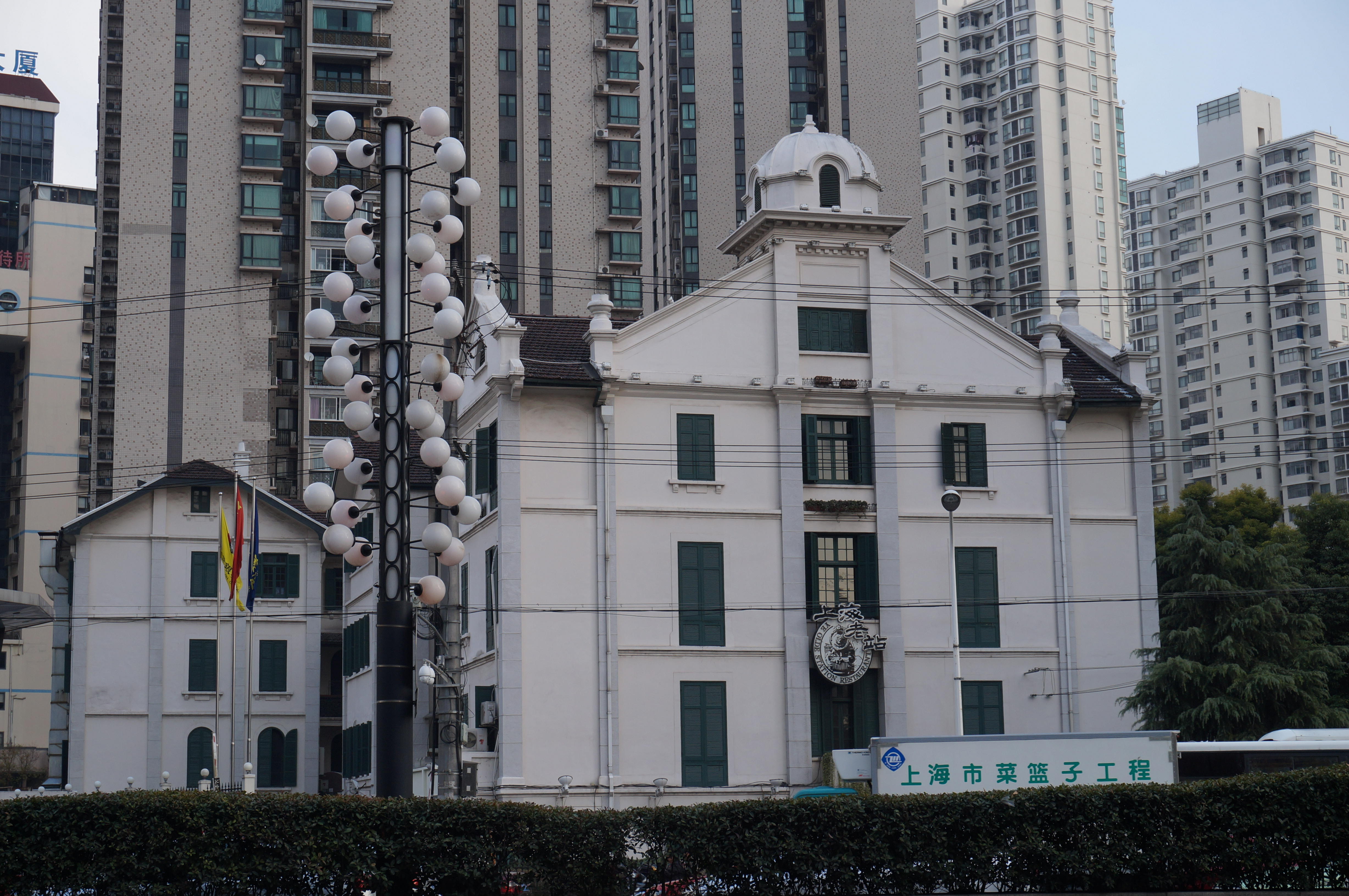
徐家汇圣母院（今上海老站）
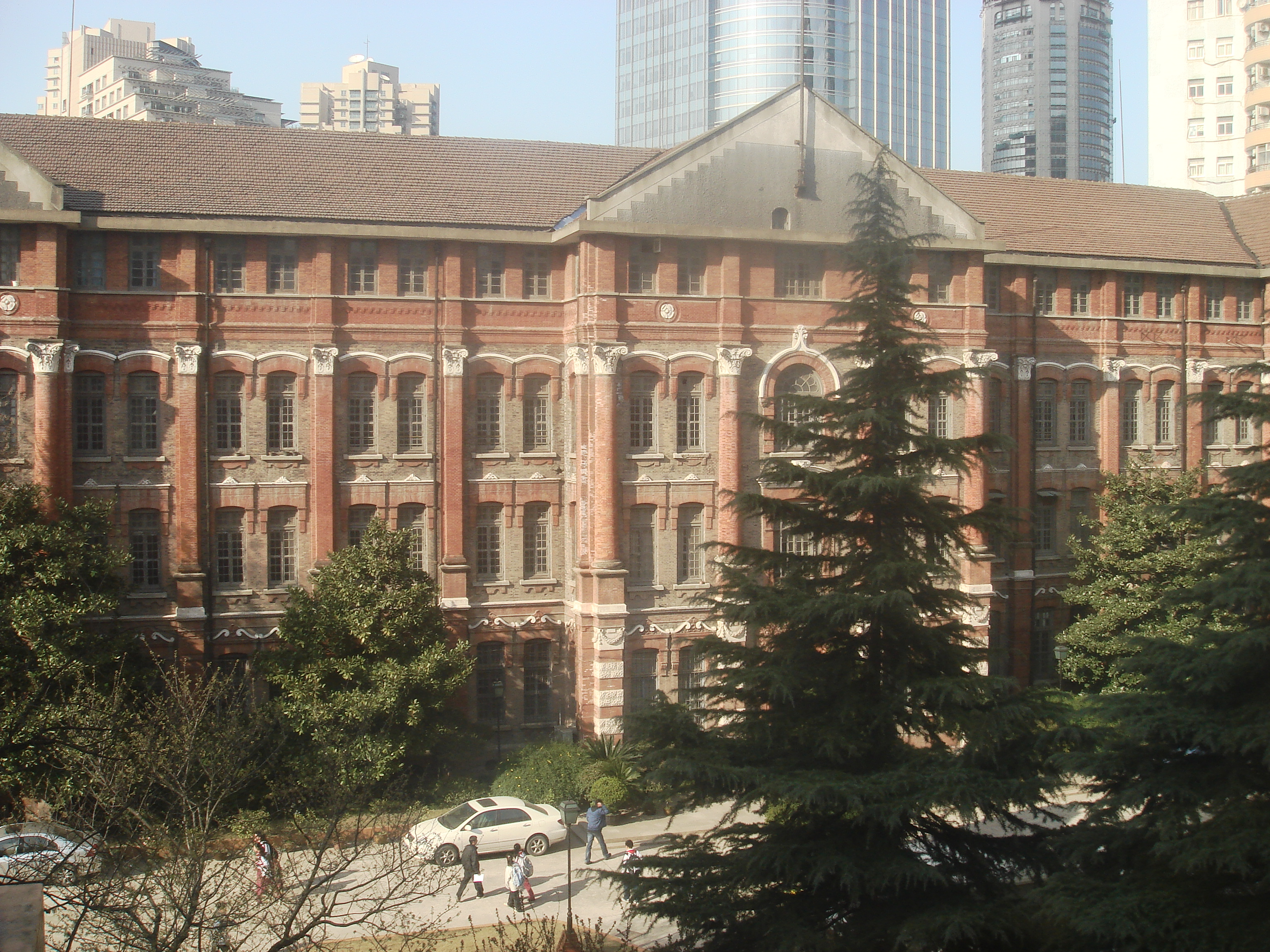
徐汇中学
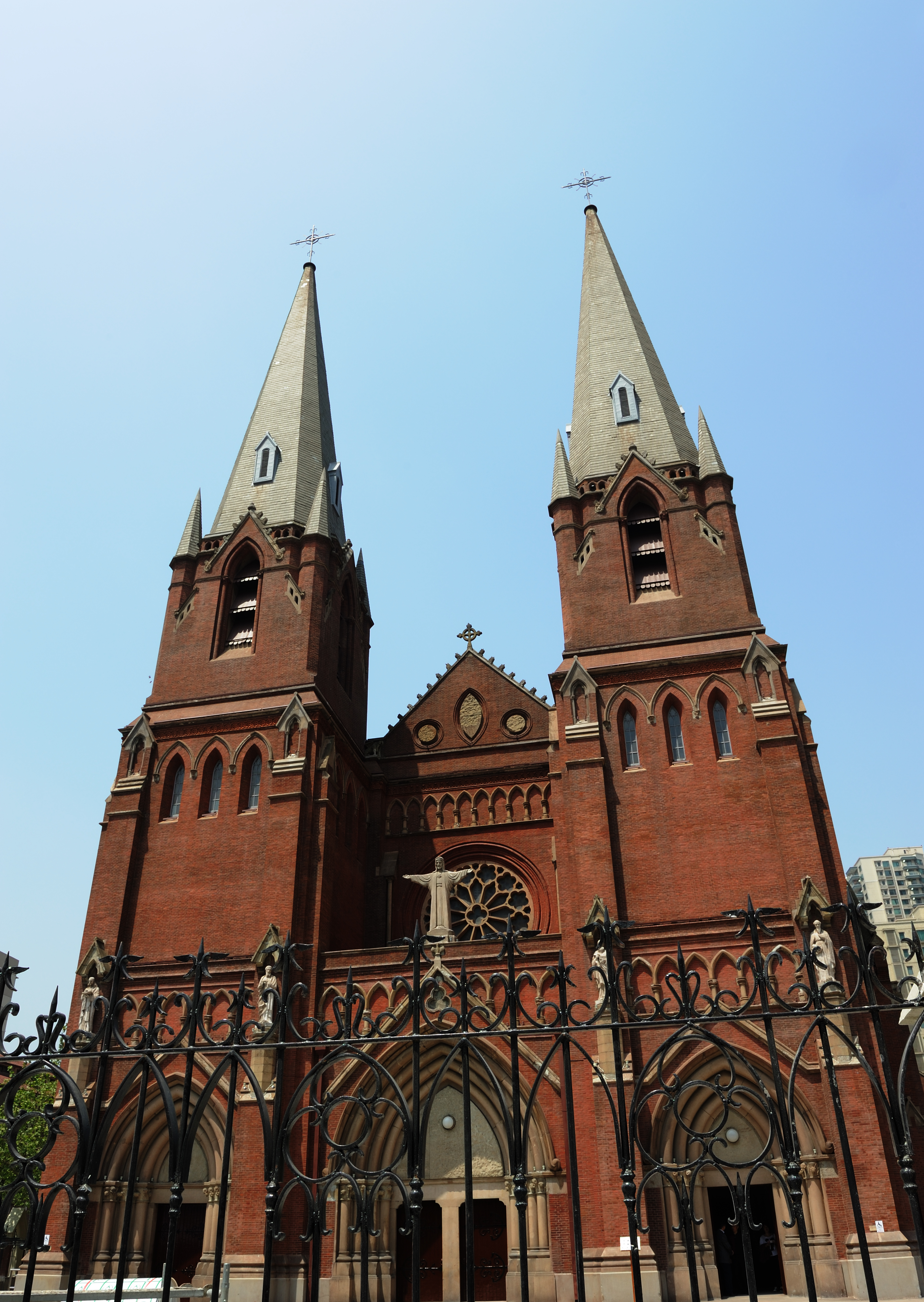
徐家汇圣依纳爵主教座堂
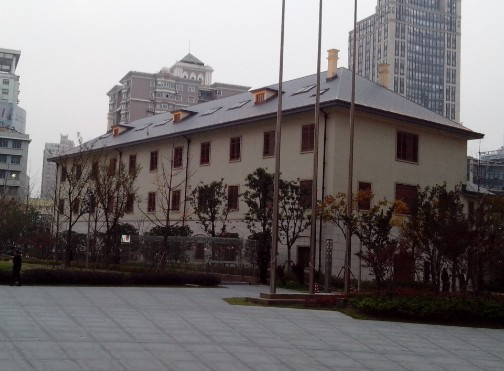
徐家汇圣衣院

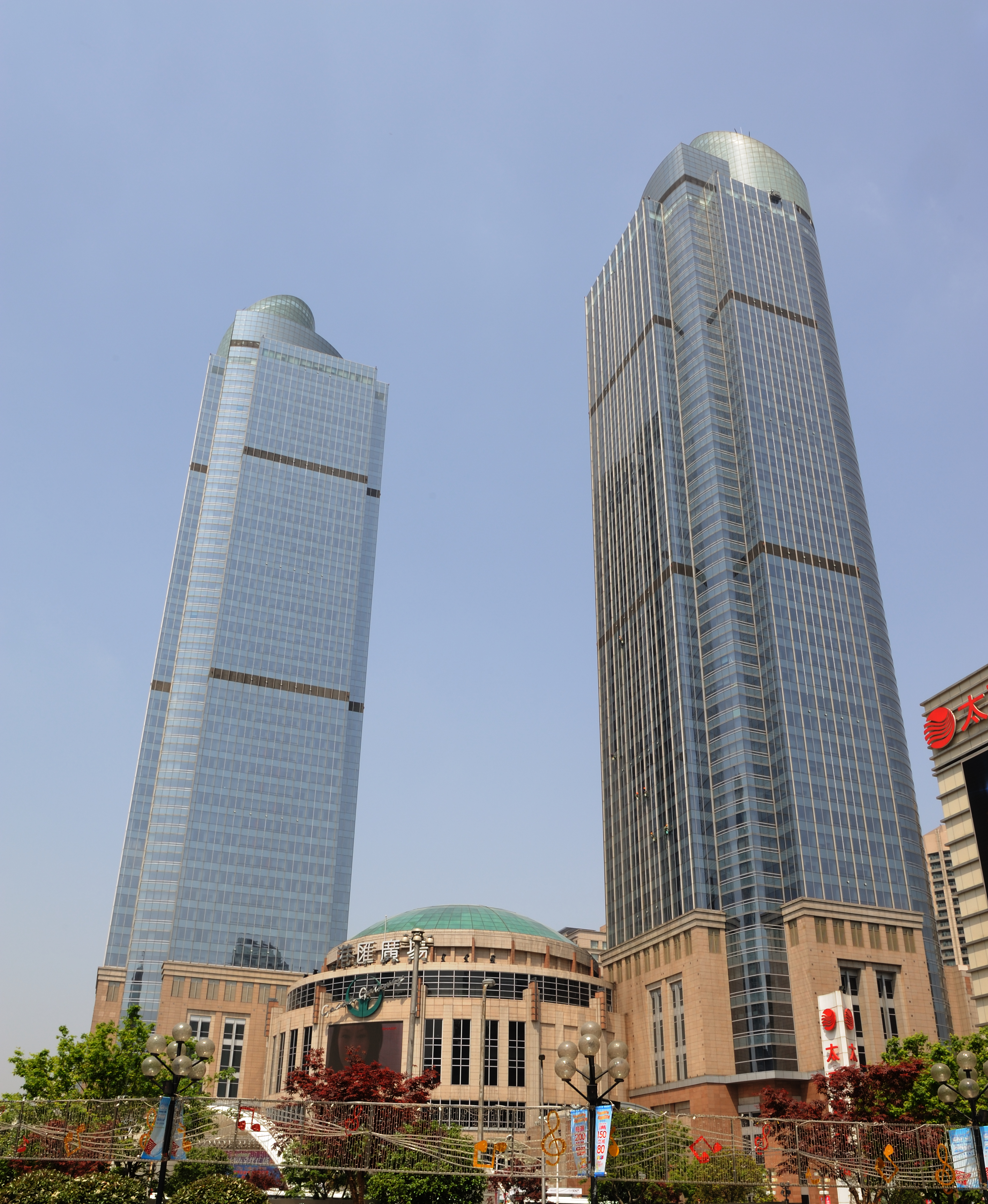
港汇广场
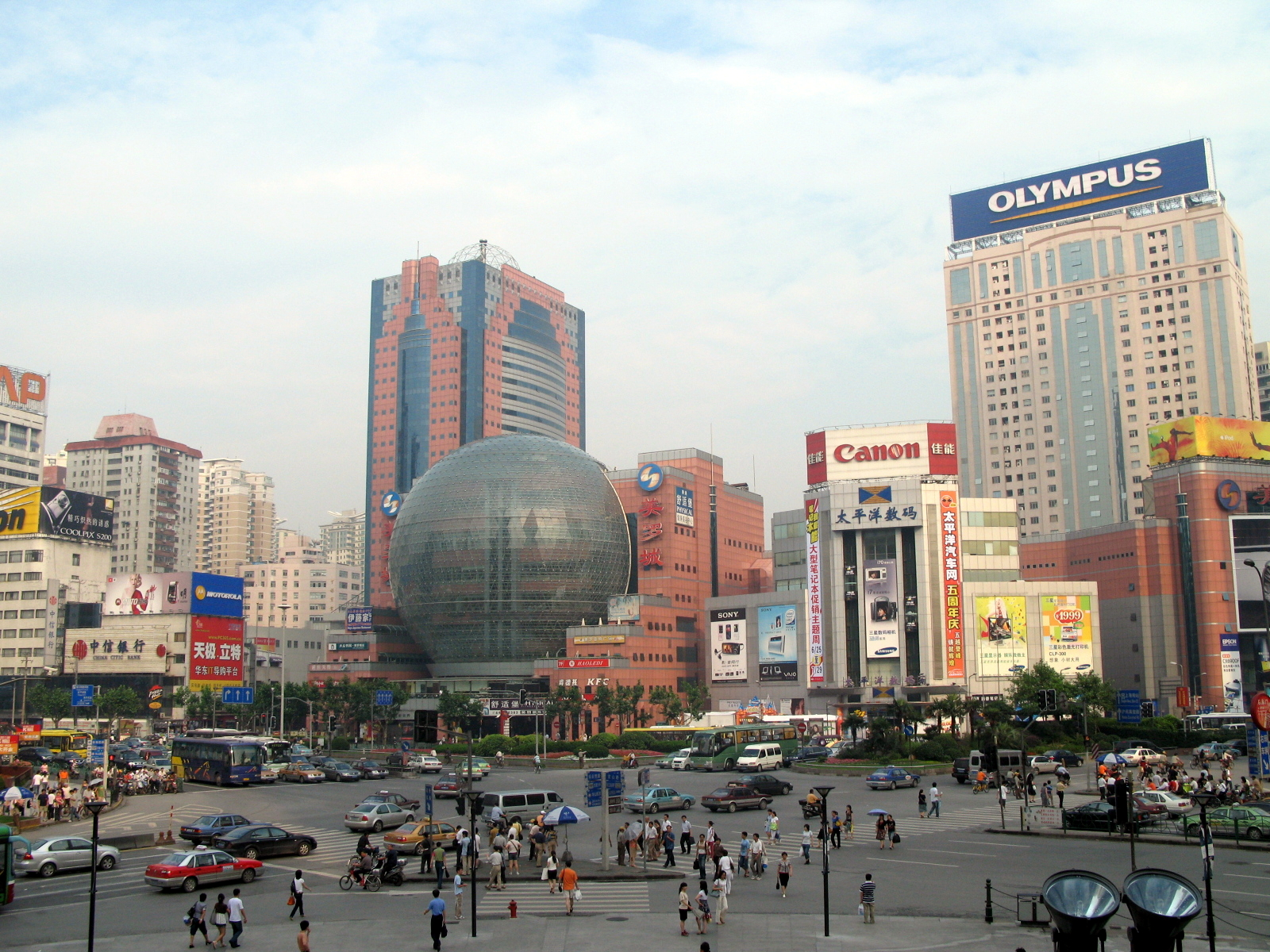
美罗城
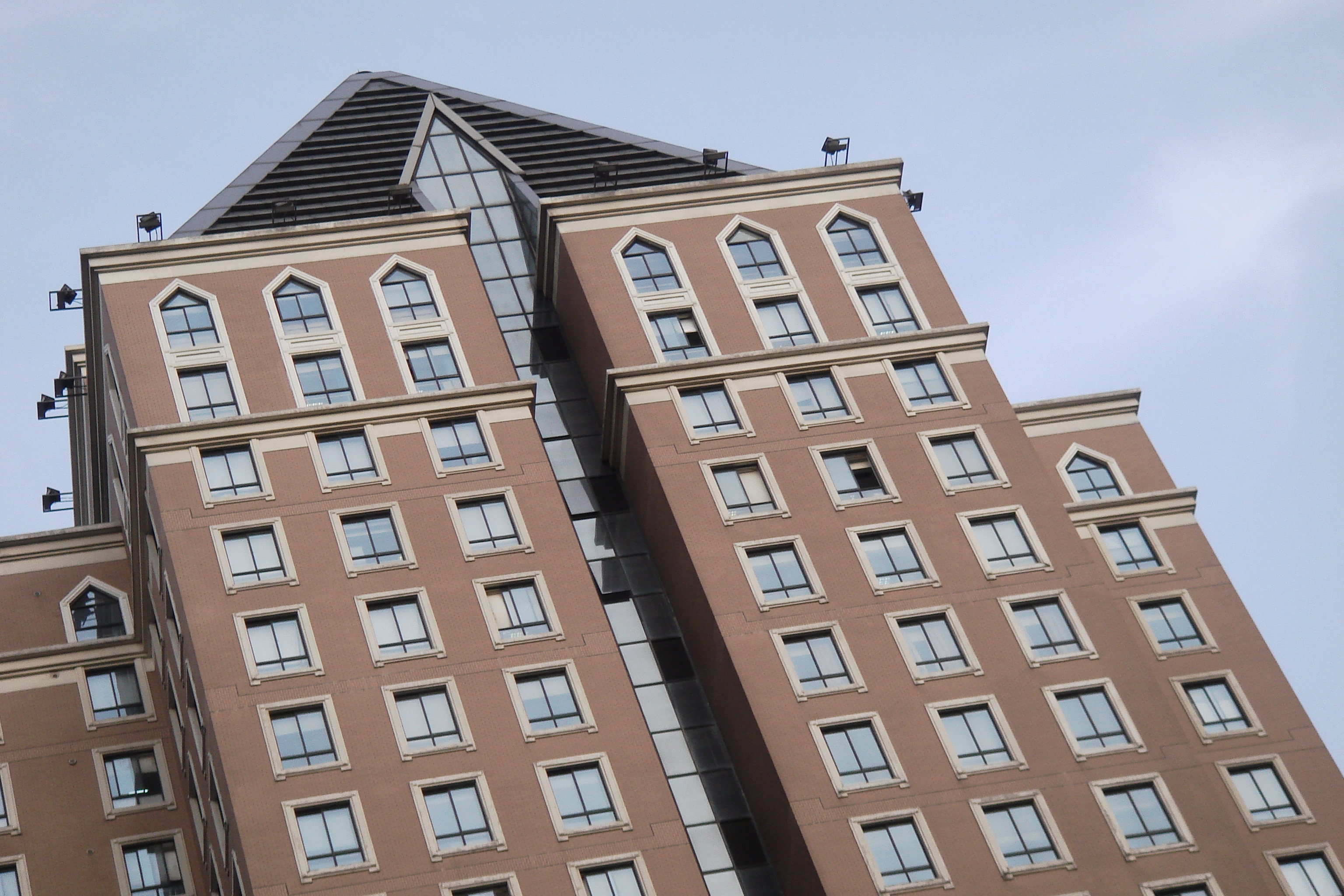
圣爱广场

徐家汇是一个可以帮助人很好地了解上海的过去、现在和将来的一个地方，人们在咫尺之间往往可以发现大批不同年代、不同风格的建筑物比邻而立：
- 古代
  - 徐光启墓（光启公园内）

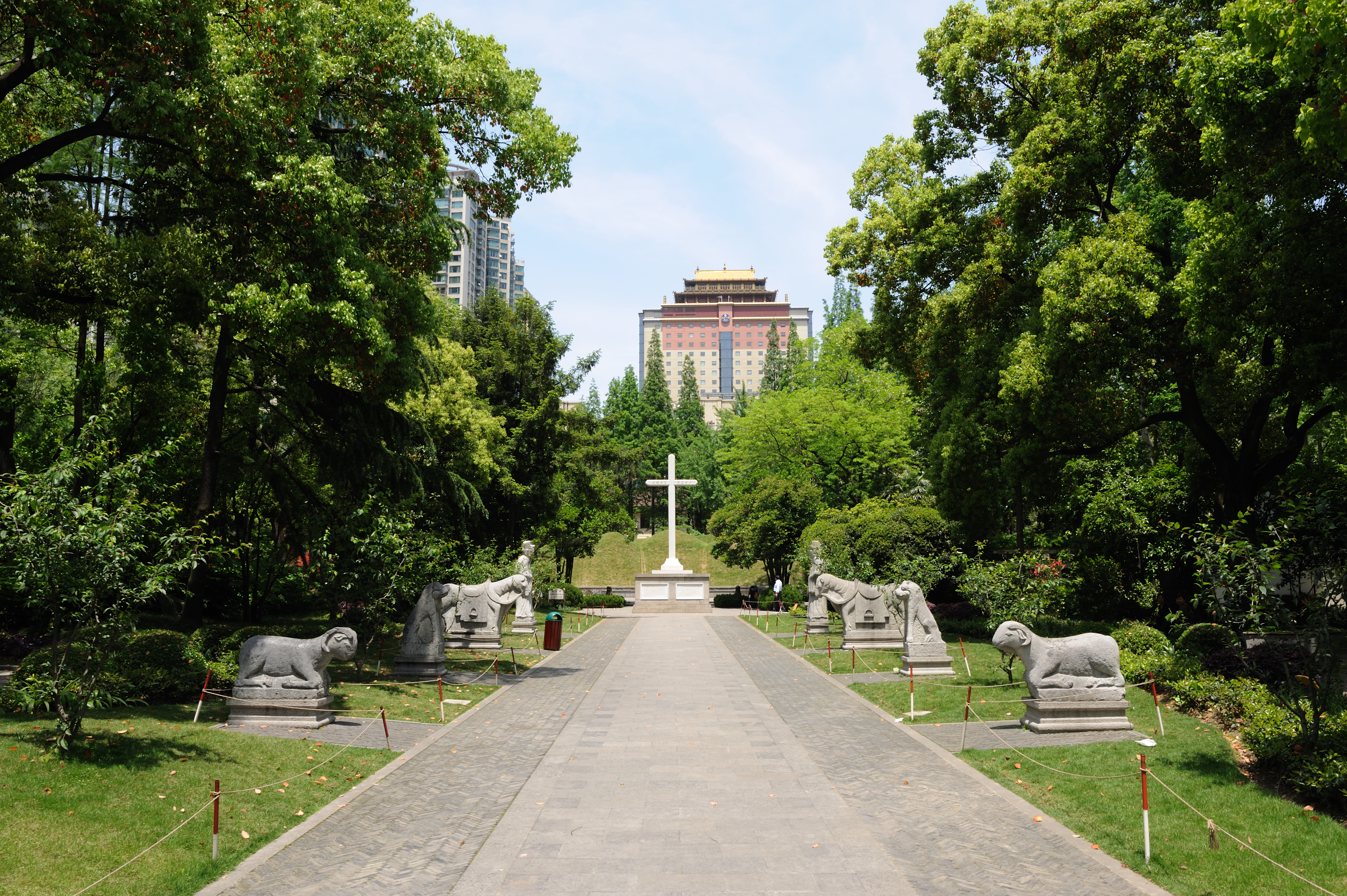
徐光启墓

- 1847年—1949年
  - 徐家汇圣依纳爵主教座堂
  - 徐家汇藏书楼
  - 徐家汇圣衣院（上影集团亚太电影会所）
  - 徐家汇大修院（徐汇区政府）
  - 百代公司旧址（百代小红楼）
  - 徐家汇圣母院（今上海老站）
  - 徐家汇观象台
  - 上海市徐汇中学
  - 南洋公学（上海交通大学）
  - 启明女校（上海第四中学）
  - 贝当公寓

- 百代公司旧址
- 徐家汇圣母院（今上海老站）
- 徐汇中学
- 徐家汇圣依纳爵主教座堂
- 徐家汇圣衣院

- 1990年以后
  - 港汇广场
  - 美罗城
  - 汇联商厦
  - 建国宾馆
  - 圣爱广场
  - 上海实业大厦
  - 徐家汇中心

- 港汇广场
- 美罗城
- 圣爱广场

## 主要商场
- 太平洋百貨徐匯店（关闭）
- 港汇广场（虹桥路华山路口）
- 东方商厦（虹桥路漕溪北路口）
- 柯达影院→超极电影世界（永华运营）
- 美罗城
- 永华电影城（港汇6F）
- 上海第二食品商店（华山路）
- 吉买盛（华山路）
- 百思买（关闭，现为NITORI）（天钥桥路天桥）
- 汇金百货
- 中兴百货
- 上海市第六百货（关闭）
- 太平洋数码广场
- 百脑汇（一期：美罗城内，二期：中金国际）

## 主要酒店
- 上海富豪环球东亚酒店
- 上海绅公馆
- 上海利园国际大酒店
- 上海兴国丽笙宾馆
- 上海神旺大酒店
- 上海银星皇冠假日酒店
- 上海御席公馆
- 上海徐家汇亚朵酒店
- 上海纽宾凯国际酒店
- 上海领尚国际酒店
- 上海华亭宾馆
- 光大会展中心国际大酒店
- 上海衡山路十二号豪华精选酒店
- 庞瑅酒店宝丽会馆
- 上海斯波特大酒店

## 交通
主要道路
- 肇嘉浜路
- 華山路
- 衡山路
- 虹橋路
- 漕溪北路
- 斜土路

轨道交通
- 1号线徐家汇站
- 9号线徐家汇站
- 11号线徐家汇站

公交换乘
漕溪北路肇嘉浜路东南建国宾馆门口
- 43 ⇒南浦大桥
- 122 ⇒天钥桥路辛耕路
- 205 ⇒卢浦大桥
- 712 ⇒二汽公司
- 820 ⇒瑞金南路打浦路
- 824 ⇒忻康里
- 830 ⇒富水路万里小区
- 920 ⇒老西门
- 926 ⇒新开河
- 931 ⇒南浦大桥
- 946 ⇒中山公园地铁站
- 957 ⇒平江路中山医院
- 徐闵线 ⇒高安路
- 303（夜宵线） ⇒南浦大桥
- 326（夜宵线） ⇒枫林路斜土路
- 732 ⇒天钥桥路辛耕路
- 隧道夜宵一线（夜宵线） ⇒天钥桥路辛耕路
- 观光巴士1路 ⇒龙门路

漕溪北路肇嘉浜路西南徐家汇教堂处
- 42 ⇒上海体育馆
- 43 ⇒虹漕南路江安路
- 50 ⇒朱梅路
- 205 ⇒静安新城
- 徐闵线 ⇒闵行
- 观光巴士1路 ⇒上海体育馆

华山路肇嘉浜路西北港汇门口
- 920 ⇒宜山北路
- 923 ⇒裕德路（上海体育馆）
- 926 ⇒上海体育馆
- 855 ⇒剑河路泉口路
- 320 ⇒延安东路江西中路
- 958 ⇒闵行

虹桥路肇嘉浜路西南徐汇中学门口
- 93 ⇒武宁南路武定路
- 548 ⇒延安西路华山路
- 946 ⇒古美三村

虹桥路肇嘉浜路西北港汇门口
- 93 ⇒桂平路
- 836 ⇒华漕
- 大桥六线、大桥六线（区间） ⇒广元西路恭城路
- 548 ⇒东兰路龙茗路
- 572 ⇒淮海西路凯旋路
- 830 ⇒钦州南路虹漕南路
- 855 ⇒剑河路泉口路
- 931 ⇒金汇路吴中路
- 946 ⇒中山公园地铁站
- 958⇒广元西路恭城路

肇嘉浜路华山路东北第六百货门口
- 44 ⇒大渡河路冕宁路
- 836 ⇒华漕
- 824 ⇒长桥新村
- 303(夜宵綫) ⇒上海南站
- 320(夜宵綫) ⇒中山西路天山路
- 171 ⇒万源路顧戴路（兒科醫院）

肇嘉浜路天平路东北徐家汇公园门口
- 43 ⇒虹漕南路江安路
- 50 ⇒朱梅路
- 72 ⇒茅台芦威宁路
- 303 ⇒上海南站
- 326 ⇒长桥新村
- 167 ⇒龍華西路龍恆路
- 572 ⇒淮海西路凯旋路
- 712 ⇒银都新村
- 820 ⇒长桥新村
- 957 ⇒外环路地铁站
- 984 ⇒上海体育馆
- 985 ⇒上海体育馆
- 机场三线 ⇒银河宾馆
- 816 ⇒闵行华坪路
- 徐川专线 ⇒上海体育馆

肇嘉浜路天平路东南
- 43 ⇒南浦大桥
- 50 ⇒东安新村
- 93 ⇒武宁南路武定路
- 171 ⇒肇嘉濱路楓林路
- 806 ⇒卢浦大桥
- 824 ⇒忻康里
- 836 ⇒肇嘉浜路天平路
- 927 ⇒上海火车站
- 957 ⇒平江路中山医院
- 984 ⇒永业路
- 985 ⇒陆家嘴
- 303（夜宵縣） ⇒南浦大桥
- 326（夜宵縣） ⇒枫林路斜土路
- 徐闵夜宵线 ⇒枫林路斜土路
- 机场三线 ⇒浦东国际机场
- 816 ⇒东平路

天钥桥路辛耕路西北
- 15 ⇒上海体育场
- 44 ⇒龙华西路龙桓路
- 236 ⇒上海南站
- 72 ⇒日晖新村
- 572 ⇒秀沿路
- 572区间 ⇒昌里小区
- 572区间 ⇒永泰路泰环路
- 927 ⇒宜山路虹梅路
- 315 ⇒上海南站
- 326 ⇒长桥新村
- 864 ⇒龙华机场
- 958 ⇒闵行
- 徐闵夜宵线 ⇒闵行
- 隧道夜宵县一线 ⇒东明路昌里东路

辛耕路天钥桥路东北
- 178大站 ⇒通海路